# Dolmen de Pavia
El dolmen de Pavia, transformado en Capilla de Sâo Dinis, es un monumento nacional portugués situado en la villa de Pavia, en Mora (distrito de Évora, Portugal). Es uno de los dólmenes más importantes de Portugal. Su recinto y su interior tienen 4,30 m de diámetro y 3,30 m de altura.
El dolmen fue construido entre los milenios IV y III, y fue transformado en una capilla dedicada a San Dionisio (Sâo Dinis, São Dionísio) en el siglo XVII. La transformación en monumento cristiano se inspiró en el dolmen-capilla de Sâo Brissos, del municipio de Montemor-o-Novo.
Fue objeto de excavaciones arqueológicas durante el siglo XX, realizadas por Vergilio Correia, en abril de 1914. Los resultados se publicaron en el libro El neolítico de Pavia (Alentejo-Portugal) (1921).
Está clasificado como monumento nacional por el Instituto Portugués de Patrimonio Arquitectónico desde 1910.